# Hymnu sardu nationale
L'Hymnu sardu nationale (lett. "inno nazionale sardo") è un brano musicale di Giovanni Gonella con testo in sardo di Vittorio Angius. Scritto per Carlo Alberto di Savoia e dotato anche di un testo italiano, fu caro alla Casa regnante che continuò a impiegarlo in pubbliche occasioni fino al 1937, in aggiunta alla Marcia reale che dal 1834 svolse di fatto la funzione di inno nazionale del Regno di Sardegna e poi d'Italia.

## Storia
Risalente agli anni trenta del XIX secolo, l’inno fu scritto in sardo logudorese dal sacerdote scolopio, secolarizzatosi nel 1842, Vittorio Angius deputato al Parlamento Subalpino. La musica invece venne composta dal maestro sassarese Giovanni Gonella (1804-1854), musicante della "Brigata Regina".
La prima esecuzione ebbe luogo al Teatro Civico di Castello di Cagliari il 20 febbraio 1844.
Lo spartito originale è stato ritrovato nell'archivio dell'Auditorium Comunale di Cagliari dallo storico Francesco Cesare Casula. 
Secondo Casula, l'inno fu sempre tenuto in grande considerazione dai sovrani. L'ultima esecuzione ufficiale fu nel 1937, dal coro della Cappella Sistina, direttore Lorenzo Perosi, per espresso desiderio di Vittorio Emanuele III di Savoia, durante la cerimonia per il conferimento della Rosa d'Oro alla regina Elena da parte di papa Pio XI.
L'inno, scritto in sardo logudorese, fu usato dai Savoia nelle pubbliche occasioni, in aggiunta alla Marcia reale che fu inno nazionale de facto e si trasmise come tale anche allo Stato italiano, restando in auge fin quando l'avvento della Repubblica la sostituì con  Il Canto degli Italiani di Mameli e Novaro.
Il 29 maggio 1991 S'Hymnu sardu nationale è stato eseguito dalla banda dei Carabinieri al Quirinale nel tradizionale ricevimento offerto al corpo diplomatico straniero. Era inteso come un omaggio alle origini sassaresi del Presidente della Repubblica Francesco Cossiga. Venne suonato nuovamente al momento delle sue dimissioni da Capo dello Stato, il 28 aprile 1992.
Nel 2001 venne eseguito, su sua disposizione, ai funerali di Maria José di Savoia, ultima regina d'Italia e ancora, nel 2021, per i funerali di Amedeo di Savoia a Firenze, per la sua traslazione a Superga e in suo suffragio al Pantheon.
Viene altresì suonato ancora oggi in occasione della rievocazione storica della battaglia dell'Assietta, la cui rievocazione si svolge ogni anno nel mese di luglio nella medesima località in Val di Susa.

## Interpreti
- Coro Barbagia[6]
- Cappella musicale pontificia sistina
- Camilla Rota
- Bertas[7]
- Sos Canarjos Coro di Nuoro
- Banda musicale dell'Arma dei Carabinieri dir. Luigi Cirenei
- Coro Monte Cauriol di Genova
- Coro Michele Novaro di Torino
- Coro Nugoro Amada di Nuoro

## Discografia
- 1966, Sardegna canta e prega, Coro Barbagia, Vik – (KSVP 206) e 1972 RCA Italiana INTI 1371
- 1993, Coro Nugoro Amada nell'album Ammentos
- 1993, Bertas nell'album Amistade

## Testo

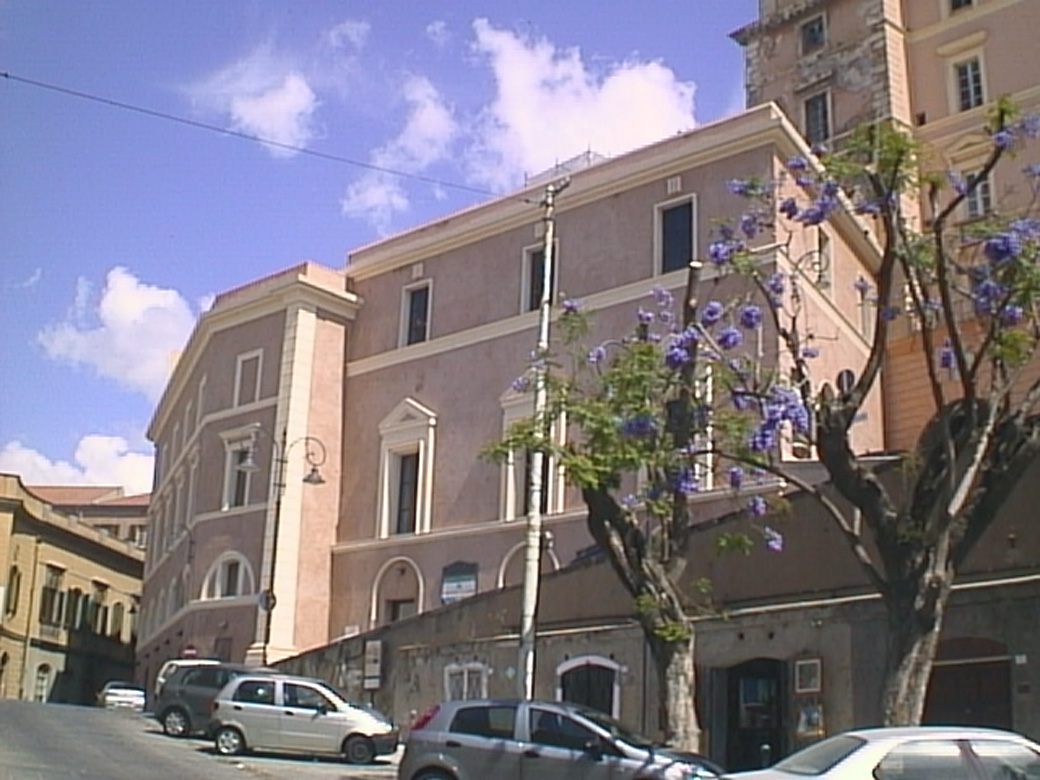
Il Teatro Civico di Castello di Cagliari dove debuttò, il 20 febbraio 1844, S'hymnu sardu nationale

Il testo dell'inno è in sardo logudorese (sulla destra la sua traduzione in italiano):
Cunservet Deus su Re
Salvet su Regnu Sardu
Et gloria a s’istendardu
Cuncedat de su Re!
chi manchet in nois s’animu
chi languat su valore
Pro fortza o pro terrore
Non apas suspetu, o Re.
Cunservet Deus su Re…
Unu o omni chentu intrepidos
A ferru et a mitralia
In vallu e in muralia
amus a andare o Re.
Cunservet Deus su Re…
Solu in sa morte cedere
Soliat su Sardu antigu
Né vivu a’ s’inimigu
deo m’apa a dare, o Re.
Cunservet Deus su Re…
De fidos et fort’omines
Si fizos nos bantamus
Bene nos provaramus
Fizos issoro, o Re.
Cunservet Deus su Re…
De ti mostrare cupidu
Sa fide sua, s’amore
Sas venas in ardore
Sentit su Sardu, o Re.
Cunservet Deus su Re…
Indica un adversariu
E horrenda dae su coro
Scoppiat s’ira insoro
A unu tou cinnu, o Re.
Cunservet Deus su Re…
Cumanda su chi piagati
Si bene troppu duru,
E nde sias tue seguru
chi at a esser fatu, o Re.
Cunservet Deus su Re…
Sa forza qui mirabile
Là fuit a’ su Romanu
E innanti a s’Africanu
Tue bideras, o Re.
Cunservet Deus su Re…
Sa forza qui tant’atteros
Podesit superare
Facherat operare
Unu tuo cinnu, o Re.
Cunservet Deus su Re…
Sos fidos fortes homines
Abbaida tue contentu
chi an a esse in onzi eventu
cales jà fuint, o Re.
Cunservet Deus su Re
Salvet su Regnu Sardu
Et gloria a s’istendardu
Concedat de su Re!»
Iddio conservi il Re
Salvi il Regno Sardo
E gloria allo stendardo
Conceda del suo Re!
Che in noi languisca l'animo
E infermisi il valore,
Per forza e per terrore
Non mai temere o Re.
Iddio conservi il Re...
Uno contro cento intrepidi
A spade e a mitraglie,
Su valli e su muraglie
Noi correremo, o Re.
Iddio conservi il Re...
Solo in sua morte cedere
Soleva il Sardo antico,
Né vivi all'inimico
Noi cederemo, o Re.
Iddio conservi il Re...
Da fidi valent'uomini
Se nati ci vantiamo,
Ben proverem che siamo
Noi loro figli, o Re.
Iddio conservi il Re...
Di mostrarti cupidi
La fede e il loro amore,
Le vene in grande ardore
Sentono i Sardi, o Re.
Iddio conservi il Re...
Indica un avversario,
E orrendo dal lor cuore
Tonar s'udrà il furore
Ad un tuo cenno, o Re.
Iddio conservi il Re...
Comanda ciò che piacciati
Foss'anche troppo duro,
Ad esser sicuro
Che sarà fatto, o Re.
Iddio conservi il Re...
La forza che mirabile
Sentirono i Romani,
E prima gli africani
Potrai vedere, o Re.
Iddio conservi il Re...
La forza che altri barbari
Poteva già domare
Saprà far operare
Solo un tuo cenno, o Re.
Iddio conservi il Re...
I fidi e valent'uomini
O vedi tu contento
Che a te in qualunque evento
Quali fu, saranno, o Re
Iddio conservi il Re
Salvi il Regno Sardo
E gloria allo stendardo
Conceda del suo Re!»
(Vittorio Angius, S'hymnu sardu nationale)